# موالين الغابة
موالين الغابة قرية مغربية بإقليم بن سليمان، تقع موالين الغابة بين الرباط والدار البيضاء، وتضم 8.185 نسمة (إحصاء 2004).